# Hans Polaschegg
Hans Polaschegg es un deportista austríaco que compitió en vela en la clase Tornado. Ganó dos medallas de oro en el Campeonato Mundial de Tornado, en los años 1972 y 1974, y una medalla de oro en el Campeonato Europeo de Tornado de 1971.

## Palmarés internacional
| Campeonato Mundial | Campeonato Mundial        | Campeonato Mundial | Campeonato Mundial |
| Año                | Lugar                     | Medalla            | Clase              |
| ------------------ | ------------------------- | ------------------ | ------------------ |
| 1972               | Travemünde (RFA)          | Medalla de oro     | Tornado            |
| 1974               | Honolulu (Estados Unidos) | Medalla de oro     | Tornado            |
| Campeonato Europeo |                           |                    |                    |
| Año                | Lugar                     | Medalla            | Clase              |
| 1971               | Hyères (Francia)          | Medalla de oro     | Tornado            |